# Mesterháza (Románia)
Mesterháza (románul: Meștera) falu Romániában, Maros megyében.

## Története
Gödemesterháza község része. A trianoni békeszerződésig Maros-Torda vármegye Régeni felső járásához tartozott.

## Népessége
2002-ben 457 lakosa volt, ebből 451 román és 6 magyar nemzetiségű.

## Vallások
A falu lakói közül 442-en ortodox és 3-an római katolikus hitűek.

## Források

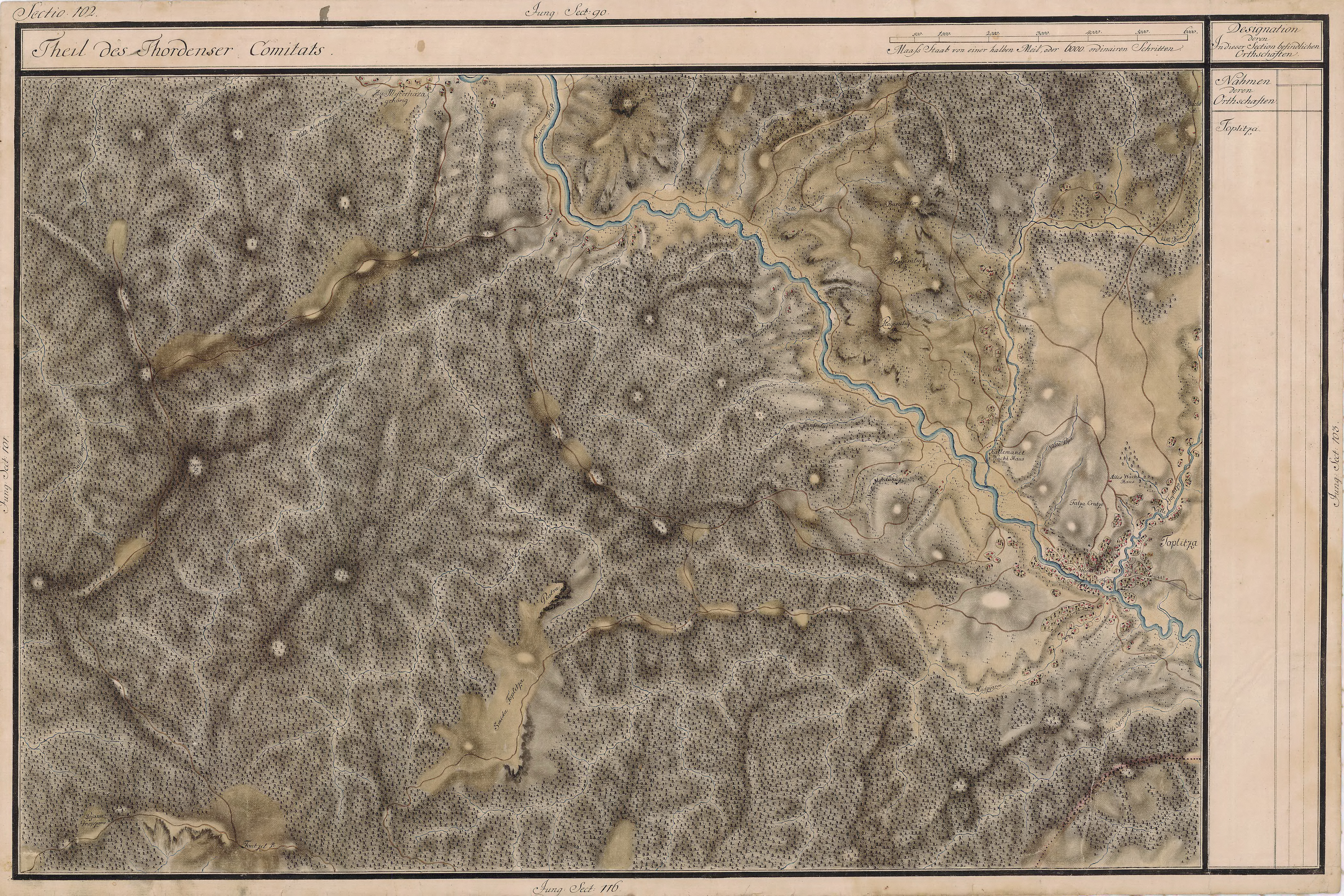
Mesterháza környéke 1769-1773 között

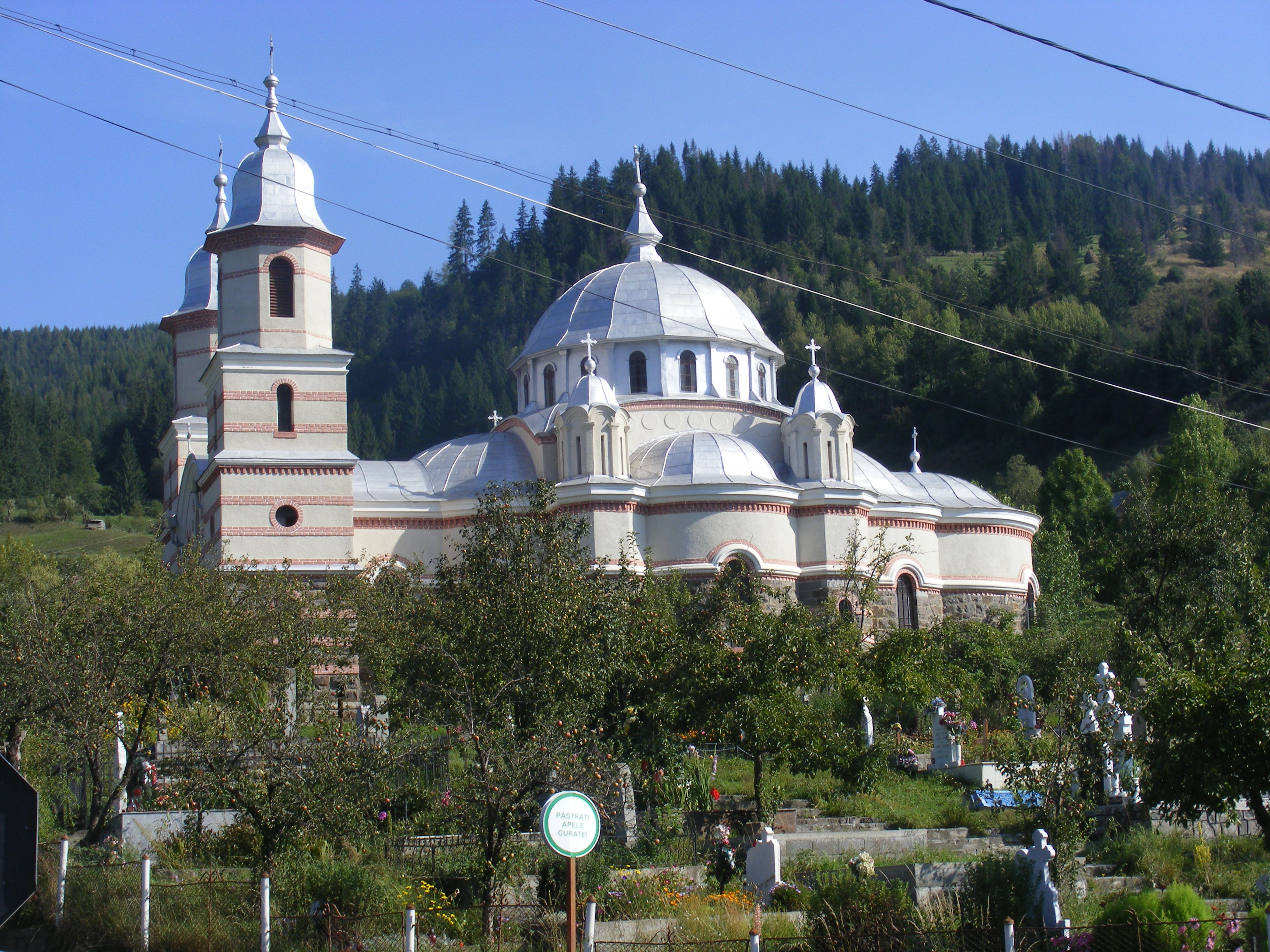
Ortodox templom.
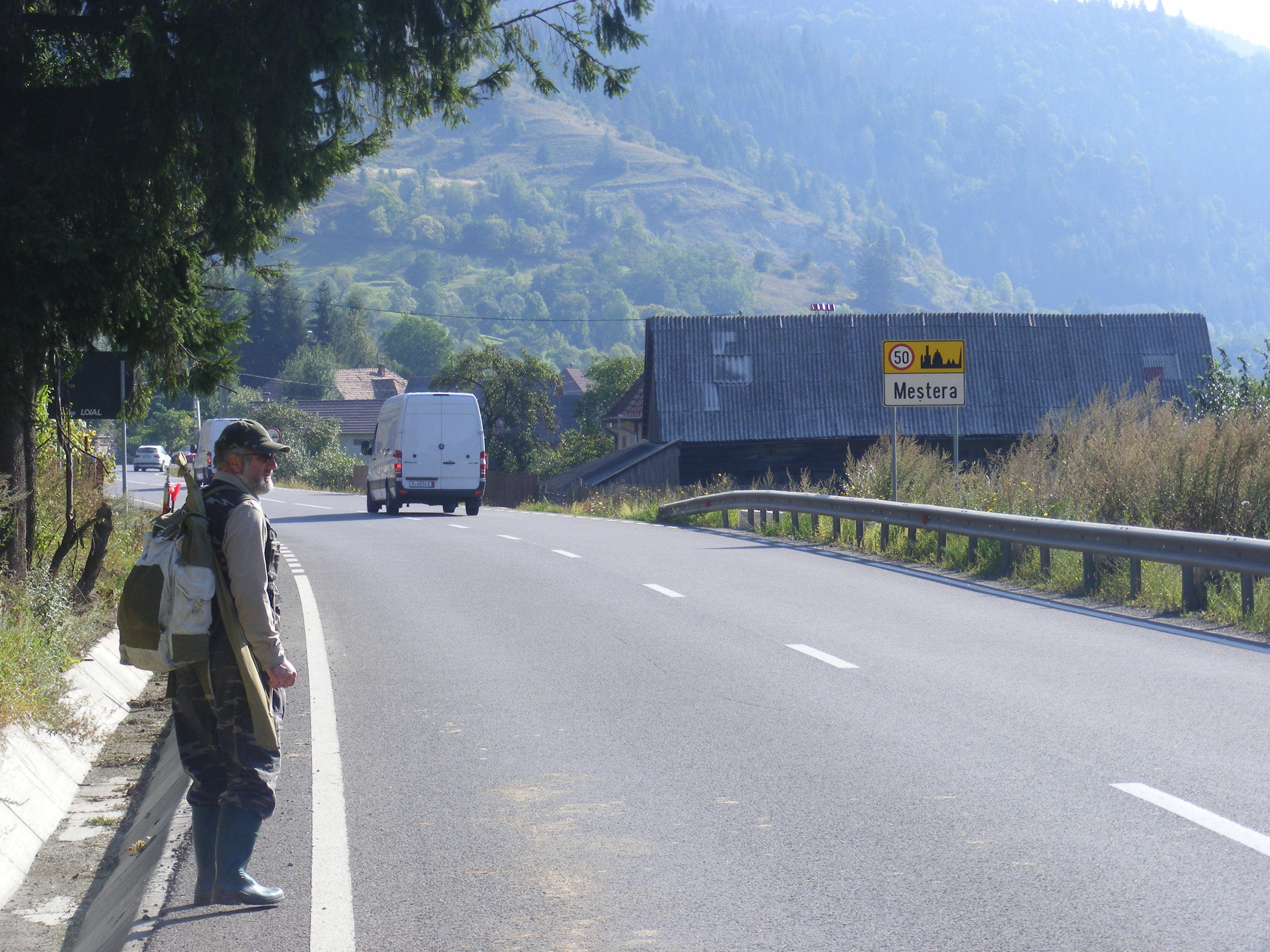
A falu nyugati bejárata.